# Христианство в Ливии

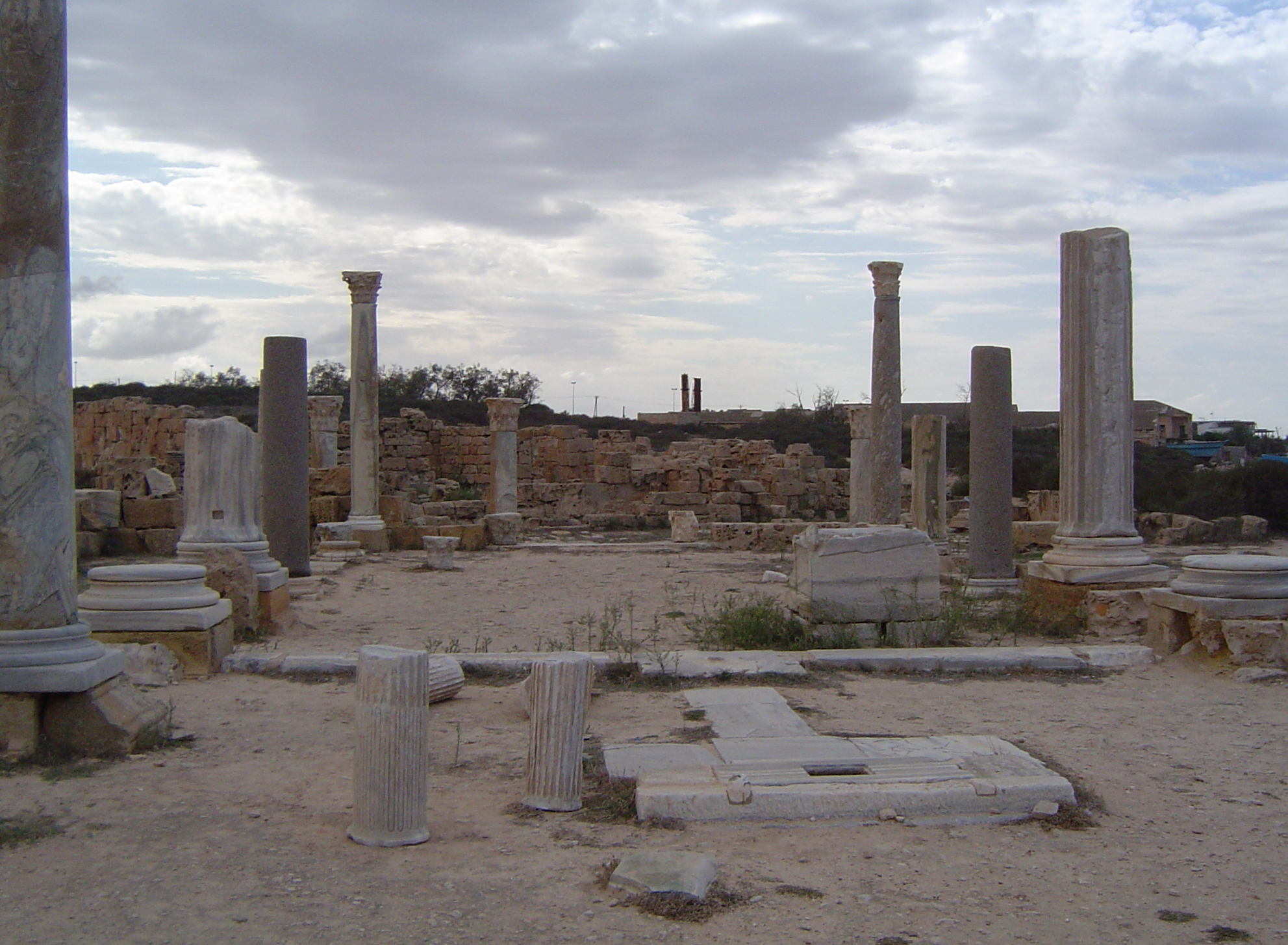
Руины базилики Юстиниана в Сабарте

Христиа́нство в Ли́вии — религия-меньшинство распространённая в Ливии. С римских времён она всегда присутствовала в Триполитании и Киренаике.

## Характеристика
Крупнейшей христианской общиной в Ливии являются представители Коптской древневосточной православной церкви. Известно, что Коптская церковь имеет исторические корни в Ливии задолго до того, как арабы продвинулись на запад из Египта в Ливию. Тем не менее, количество католиков также велико и занимает второе место после коптов. Православные общины, отличные от коптов, включают Русскую православную церковь, Сербскую православную церковь и Греческую православную церковь. В Триполи есть одна англиканская конгрегация, состоящая в основном из африканских рабочих-иммигрантов, которая принадлежит египетской англиканской епархии. Англиканский епископ Ливии находится в Каире. В Сабхе также есть священник.
В Ливии существуют относительно мирные отношения между христианами и мусульманами. Однако существуют ограничения для христианской религиозной деятельности. Запрещено обращать мусульман в свою веру, даже если немусульманин хочет жениться на мусульманке, то он должен принять ислам. Кроме того, религиозная литература ограничена.
Несмотря на оппозицию христианству, в 2015 году, по разным оценкам, насчитывалось около 1500 верующих христиан перешедших из ислама и проживающих в стране.

## История
Христианство появилось на территории сегодняшней Ливии в I веке. Столица римской провинции Киренаика был известный культурный и экономический центр региона город Кирена, в котором уже в I веке стали селиться христиане. В становлении христианства в Киренаике значимую роль сыграла епархия Кирены, первым епископом которой был святой Луций, которого, как считает христианское предание, рукоположил святой апостол Марк. Во время гонений христиан при императоре Диоклетиане в Кирене погибли мученической смертью епископ Феодор, дьякон Ириней, чтец Лектор и дева Кирилла. Никейский собор в 325 году сделал Киренаику церковной провинцией Александрийского патриархата. Патриарх Александрийский по сей день включает Пентаполис в свой титул как область в пределах своей юрисдикции. В V веке в Кирене проживал христианский богослов-неоплатоник Синезий Киренский (370–414 годы), епископ Птолемаидский, который получил образование как в Александрийской богословской школе, так и в знаменитом александрийском мусейоне, где ему преподавала Гипатия, одна из известных ныне женщин неоплатоников, занятия которой он посещал. Синезий был возведён в сан епископа патриархом Феофилом в 410 году. В начале V века Киренаика была завоёвана вандалами, которые исповедовали арианство, однако в ходе Вандальской войны регион был отвоёван римской армией во главе с Вилизарием в 533 году, после чего арианская ересь прекратила своё существование в регионе.
В VII веке Киренаика была захвчена мусульманами; государственной религией стал ислам и число христиан стало сокращаться, однако община продолжала существовать состоя преимущественно из коптов и греческих православных христиан. Киренаика на протяжении веков находилась в составе древней православной епархии Западного Пентаполиса вплоть до XIII века.
В середине XVII века началась миссионерская деятельность Католической церкви в Ливии, когда в Киренаику прибыли миссионеры из монашеского ордена францисканцев, которые занимались выкупом христиан-рабов. В 1630 году Святой Престол учредил первую католическую структуру Апостольская префектура Триполи, которая в 1894 году была преобразована в Апостольский викариат Триполи действующий и поныне. В юрисдикции апостольского викариата Триполи входила вся территория сегодняшней Ливии.
В 1913 году, когда Ливия стала колонией Италии здесь проживало незначительное христианское население, которое в основном было представлено православными христианами принадлежащих Александрийской православной церкви и Коптской православной церкви.
В начале XX века в Ливии проживало несколько тысяч итальянцев. В 1913 году после итало-турецкой войны началась итальянская колонизация Ливии. В 1927 году был образованы апостольские викариаты Триполитании и Киренаики. В 1938 году в Ливию были переселены около 28 тысяч итальянцев, которые основали здесь 38 новых поселений на побережье Киренаики. В 1939 году Бенито Муссолини объявил о планах создания Великой Италии, в которую входила бы северная часть современной Ливии и Тунис. С этого времени на побережье Кирениаки началось обширное строительство итальянских поселений. Для колонистов в Ливии строились многочисленные католические храмы. В это время были построены кафедральные соборы в Триполи и Бенгази. В 1939 году Святой Престол учредил в Ливии новый апостольский викариат Дерны и апостольскую префектуру Мисураты. До начала II мировой войны в Ливии проживало около 120 тысяч итальянцев. В послевоенное время численность католиков, проживавших в Ливии, стала снижаться.
После революции 1969 года большинство католических храмов в Ливии были закрыты. Кафедральные соборы в Триполи и Бенгази были переоборудованы, национализированы или использовались не по назначению. В настоящее время католические священнослужители занимаются пастырской деятельностью в основном на побережье страны. Верующими являются немногочисленные италоливийцы, африканские эмигранты и промышленные рабочие из различных стран.
С 1965 года в Ливии действовала апостольская делегатура, в которую также входил Алжир. В 1997 году между Ватиканом и Ливией были установлены дипломатические отношения. 10 мая 1997 года Римский папа Иоанн Павел II издал бреве Ad firmiores reddendas, которым назначил апостольского нунция в Ливию. C 1995 года резиденция нунция находится на Мальте.

## Православие
Самой большой христианской группой в Ливии является Коптская православная церковь, численностью 60 000 человек.
Коптская православная церковь является древнейшей христианской общиной, которая появилась в Ливии; в нескольких странах коптские общины находились под властью древней епархии Западного Пентаполиса, которая была частью коптской православной церкви на протяжении веков до XIII века.
В 1971 году Папа Шенуда III восстановил епархию во главе с митрополитом Пахомием, митрополита Бехейра (Тмуит и Гермополис Парва), (Буто), Марьют (Мареотида), Мерса-Матрух (Параэтониум), (Апис), патриаршего экзарха древней метрополии Ливия: (Ливис, Мармарика, Дарнис и Триполитания) и титульного митрополита архиепископа великой и древней метрополии Пентаполиса: (Кирена), (Аполлония Киренская), Птолемаида, (Береника) и (Арсиноя).
Это была одна из многих цепочек реструктуризации нескольких епархий папой Шенудой III, в то время как некоторые из них были включены в юрисдикцию других, особенно тех, что находились в предела региона или которые были частью метрополии, вымершая, или путём разделения больших епархий на меньшие более управляемые епархии. Это также было частью перестройки церкви в целом.
В настоящее время имеется 3 коптских храма в Ливии: один в Триполи (церковь Святого Марка), второй в Бенгази (церковь святой Антонии — два священника) и одна в Мисрате (церковь Святой Марии и Святого Георгия).

## Католицизм

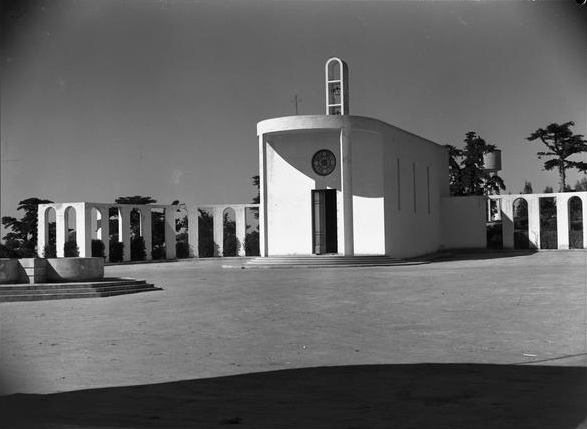
Католическая церковь в Масахе в 1940 году

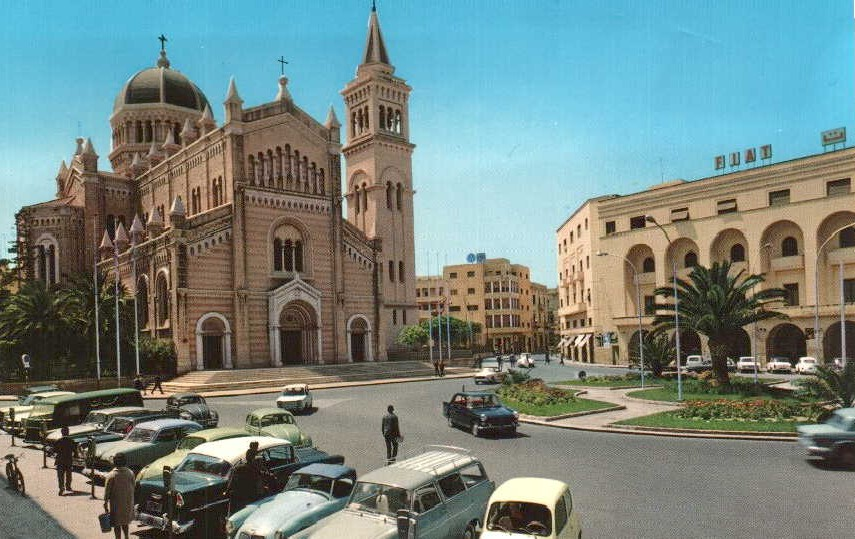
Собор Триполи в 1960 году

У католической церкви есть около 50 000 прихожан, в основном итальянцев (итальянцев ливийцев) и ливийцев мальтийцев.
Церковь Санта-Мария-дельи-Анджели (Богоматерь ангелов) в старом городе – Медина Триполи была основана в 1645 году и, с разрешения турецкого султана, церковь Непорочного Зачатия была основана в Бенгази в 1858 году. Перед Второй мировой войной число католиков в Ливии увеличилось из-за итальянского колониализма. Католический собор Триполи (построенный в 1930-х годах) был преобразован в мечеть.
Римско-католические апостольские викариаты существуют в Бенгази, Дерне и Триполи. Есть апостольская префектура в Мисурате.
Есть два епископа, один в Триполи (епископ Джованни Инноченцо Мартинелли - служащий итальянской общины в церкви Сан-Франциско в Дахре). И один в Бенгази (епископ Сильвестр Кармель Магро - служение мальтийской общине в церкви Непорочного Зачатия).
- Апостольский викариат Бенгази
- Апостольский викариат Дерны
- Апостольский викариат Триполи
- Апостольская префектура Мисураты

## Протестантизм
В Ливии существуют группы пятидесятников в таких местах, как Триполи и Бенгази. Эти церкви это прежде всего группы поклонения, которые собираются каждую пятницу во главе с пасторами. Хотя эти группы официально не одобрены правительством Ливии, они исповедуют свою веру без какого-либо вмешательства со стороны правительства. Ниже приведены два известных места поклонения пятидесятников:
- Индийское молитвенное братство, Триполи
- Глобальное религиозное братство, Мисурата

## Притеснения христиан в Ливии
В феврале 2014 года к востоку от Бенгази посреди ночи семерых христиан-коптов вытащили из своих домов и казни застрелив всех.
12 января 2015 года 21 христианин-копт были похищены силами Исламского государства (ИГ). 15 февраля 2015 года эти 21 христианин были казнены ИГ, а их казнь записана и показана на видео «послание, подписанное кровью к народу Креста».
19 апреля 2015 года ИГ выпустило ещё одно видео, в котором казнили ещё около 30 эфиопских христиан.
Несмотря на эту агрессию, в 2015 году оценивалось около 1500 верующих христиан перешедших из ислама и проживающих в Ливии.